# Grand Prix Chin 2025
Grand Prix Chin 2025, oficjalnie Formula 1 Heineken Chinese Grand Prix 2025 – druga runda Mistrzostw Świata Formuły 1 w sezonie 2025. Grand Prix odbyło się w dniach 21–23 marca 2025 na torze Shanghai International Circuit w Szanghaju. Wyścig po starcie z pole position wygrał Oscar Piastri (McLaren), a na podium stanęli kolejno: Lando Norris (McLaren) i George Russell (Mercedes).

## Lista startowa
| Nr          | Kierowca              | Zespół                             | Samochód                          | Silnik              | Opony |
| ----------- | --------------------- | ---------------------------------- | --------------------------------- | ------------------- | ----- |
| 1           | Max Verstappen        | Oracle Red Bull Racing             | Red Bull Racing RB21              | Honda RBPTH002      | P     |
| 4           | Lando Norris          | McLaren Formula 1 Team             | McLaren MCL39                     | Mercedes-AMG F1 M16 | P     |
| 5           | Gabriel Bortoleto     | Stake F1 Team Kick Sauber          | Kick Sauber C45                   | Ferrari 066/12      | P     |
| 6           | Isack Hadjar          | Visa Cash App Racing Bulls F1 Team | Racing Bulls VCARB 02             | Honda RBPTH002      | P     |
| 7           | Jack Doohan           | BWT Alpine F1 Team                 | Alpine A525                       | Renault E-Tech RE25 | P     |
| 10          | Pierre Gasly          | BWT Alpine F1 Team                 | Alpine A525                       | Renault E-Tech RE25 | P     |
| 12          | Andrea Kimi Antonelli | Mercedes-AMG PETRONAS F1 Team      | Mercedes-AMG F1 W16 E Performance | Mercedes-AMG F1 M16 | P     |
| 14          | Fernando Alonso       | Aston Martin Aramco F1 Team        | Aston Martin AMR25                | Mercedes-AMG F1 M16 | P     |
| 16          | Charles Leclerc       | Scuderia Ferrari HP                | Ferrari SF-25                     | Ferrari 066/12      | P     |
| 18          | Lance Stroll          | Aston Martin Aramco F1 Team        | Aston Martin AMR25                | Mercedes-AMG F1 M16 | P     |
| 22          | Yūki Tsunoda          | Visa Cash App RB F1 Team           | Racing Bulls VCARB 02             | Honda RBPTH002      | P     |
| 23          | Alexander Albon       | Atlassian Williams Racing          | Williams FW47                     | Mercedes-AMG F1 M16 | P     |
| 27          | Nico Hülkenberg       | Stake F1 Team Kick Sauber          | Kick Sauber C45                   | Ferrari 066/12      | P     |
| 30          | Liam Lawson           | Oracle Red Bull Racing             | Red Bull Racing RB21              | Honda RBPTH002      | P     |
| 31          | Esteban Ocon          | MoneyGram Haas F1 Team             | Haas VF-25                        | Ferrari 066/12      | P     |
| 44          | Lewis Hamilton        | Scuderia Ferrari HP                | Ferrari SF-25                     | Ferrari 066/12      | P     |
| 55          | Carlos Sainz Jr.      | Atlassian Williams Racing          | Williams FW47                     | Mercedes-AMG F1 M16 | P     |
| 63          | George Russell        | Mercedes-AMG PETRONAS F1 Team      | Mercedes-AMG F1 W16 E Performance | Mercedes-AMG F1 M16 | P     |
| 81          | Oscar Piastri         | McLaren Formula 1 Team             | McLaren MCL39                     | Mercedes-AMG F1 M16 | P     |
| 87          | Oliver Bearman        | MoneyGram Haas F1 Team             | Haas VF-25                        | Ferrari 066/12      | P     |
| Źródło: FIA |                       |                                    |                                   |                     |       |

## Wyniki

### Najlepszy czas sesji treningowej
| Nr          | Kierowca     | Konstruktor      | Czas     | Okr. |
| ----------- | ------------ | ---------------- | -------- | ---- |
| 4           | Lando Norris | McLaren-Mercedes | 1:31,504 | 23   |
| Źródło: FIA |              |                  |          |      |

### Kwalifikacje do sprintu
| P                    | Nr | Kierowca              | Konstruktor                  | Czasy w kwalifikacjach | Czasy w kwalifikacjach | Czasy w kwalifikacjach | Poz. s. |
| P                    | Nr | Kierowca              | Konstruktor                  | SQ1                    | SQ2                    | SQ3                    | Poz. s. |
| -------------------- | -- | --------------------- | ---------------------------- | ---------------------- | ---------------------- | ---------------------- | ------- |
| 1                    | 44 | Lewis Hamilton        | Ferrari                      | 1:31,212               | 1:31,384               | 1:30,849               | 1       |
| 2                    | 1  | Max Verstappen        | Red Bull Racing-Honda RBPT   | 1:31,916               | 1:31,521               | 1:30,867               | 2       |
| 3                    | 81 | Oscar Piastri         | McLaren-Mercedes             | 1:31,723               | 1:31,362               | 1:30,929               | 3       |
| 4                    | 16 | Charles Leclerc       | Ferrari                      | 1:31,518               | 1:31,561               | 1:31,057               | 4       |
| 5                    | 63 | George Russell        | Mercedes                     | 1:31,952               | 1:31,346               | 1:31,169               | 5       |
| 6                    | 4  | Lando Norris          | McLaren-Mercedes             | 1:31,396               | 1:31,174               | 1:31,393               | 6       |
| 7                    | 12 | Andrea Kimi Antonelli | Mercedes                     | 1:31,999               | 1:31,475               | 1:31,738               | 7       |
| 8                    | 22 | Yūki Tsunoda          | Racing Bulls-Honda RBPT      | 1:32,316               | 1:31,794               | 1:31,773               | 8       |
| 9                    | 23 | Alexander Albon       | Williams-Mercedes            | 1:32,462               | 1:31,539               | 1:31,852               | 9       |
| 10                   | 18 | Lance Stroll          | Aston Martin Aramco-Mercedes | 1:32,327               | 1:31,742               | 1:31,982               | 10      |
| 11                   | 14 | Fernando Alonso       | Aston Martin Aramco-Mercedes | 1:32,121               | 1:31,815               |                        | 11      |
| 12                   | 87 | Oliver Bearman        | Haas-Ferrari                 | 1:32,269               | 1:31,978               |                        | 12      |
| 13                   | 55 | Carlos Sainz Jr.      | Williams-Mercedes            | 1:32,457               | 1:32,325               |                        | 13      |
| 14                   | 5  | Gabriel Bortoleto     | Kick Sauber-Ferrari          | 1:32,539               | 1:32,564               |                        | 14      |
| 15                   | 6  | Isack Hadjar          | Racing Bulls-Honda RBPT      | 1:32,171               | –                      |                        | 15      |
| 16                   | 7  | Jack Doohan           | Alpine-Renault               | 1:32,575               |                        |                        | 16      |
| 17                   | 10 | Pierre Gasly          | Alpine-Renault               | 1:32,640               |                        |                        | 17      |
| 18                   | 31 | Esteban Ocon          | Haas-Ferrari                 | 1:32,651               |                        |                        | 18      |
| 19                   | 27 | Nico Hülkenberg       | Kick Sauber-Ferrari          | 1:32,675               |                        |                        | PL      |
| 20                   | 30 | Liam Lawson           | Red Bull Racing-Honda RBPT   | 1:32,729               |                        |                        | 19      |
| 107% czasu: 1:37,596 |    |                       |                              |                        |                        |                        |         |
| Źródło: FIA          |    |                       |                              |                        |                        |                        |         |

### Sprint
| P           | Nr | Kierowca              | Konstruktor                  | Okr. | Czas      | Poz. s. | +/–       | Punkty |
| ----------- | -- | --------------------- | ---------------------------- | ---- | --------- | ------- | --------- | ------ |
| 1           | 44 | Lewis Hamilton        | Ferrari                      | 19   | 30:39,965 | 1       | Bez zmian | 8      |
| 2           | 81 | Oscar Piastri         | McLaren-Mercedes             | 19   | +6,889    | 3       | 1         | 7      |
| 3           | 1  | Max Verstappen        | Red Bull Racing-Honda RBPT   | 19   | +9,804    | 2       | 1         | 6      |
| 4           | 63 | George Russell        | Mercedes                     | 19   | +11,592   | 5       | 1         | 5      |
| 5           | 16 | Charles Leclerc       | Ferrari                      | 19   | +12,190   | 4       | 1         | 4      |
| 6           | 22 | Yūki Tsunoda          | Racing Bulls-Honda RBPT      | 19   | +22,288   | 8       | 2         | 3      |
| 7           | 12 | Andrea Kimi Antonelli | Mercedes                     | 19   | +23,038   | 7       | Bez zmian | 2      |
| 8           | 4  | Lando Norris          | McLaren-Mercedes             | 19   | +23,471   | 6       | 2         | 1      |
| 9           | 18 | Lance Stroll          | Aston Martin Aramco-Mercedes | 19   | +24,916   | 10      | 1         |        |
| 10          | 14 | Fernando Alonso       | Aston Martin Aramco-Mercedes | 19   | +38,218   | 11      | 1         |        |
| 11          | 23 | Alexander Albon       | Williams-Mercedes            | 19   | +39,292   | 9       | 2         |        |
| 12          | 10 | Pierre Gasly          | Alpine-Renault               | 19   | +39,649   | 17      | 5         |        |
| 13          | 6  | Isack Hadjar          | Racing Bulls-Honda RBPT      | 19   | +42,400   | 15      | 2         |        |
| 14          | 30 | Liam Lawson           | Red Bull Racing-Honda RBPT   | 19   | +44,904   | 19      | 5         |        |
| 15          | 87 | Oliver Bearman        | Haas-Ferrari                 | 19   | +45,649   | 12      | 3         |        |
| 16          | 31 | Esteban Ocon          | Haas-Ferrari                 | 19   | +46,182   | 18      | 2         |        |
| 17          | 55 | Carlos Sainz Jr.      | Williams-Mercedes            | 19   | +51,376   | 13      | 4         |        |
| 18          | 5  | Gabriel Bortoleto     | Kick Sauber-Ferrari          | 19   | +53,940   | 14      | 4         |        |
| 19          | 27 | Nico Hülkenberg       | Kick Sauber-Ferrari          | 19   | +56,682   | PL      | 1         |        |
| 20          | 7  | Jack Doohan           | Alpine-Renault               | 19   | +70,212   | 16      | 4         |        |
| Źródło: FIA |    |                       |                              |      |           |         |           |        |

### Najszybsze okrążenie w sprincie
| Nr          | Kierowca       | Konstruktor | Czas     | Okr. |
| ----------- | -------------- | ----------- | -------- | ---- |
| 44          | Lewis Hamilton | Ferrari     | 1:35,399 | 2    |
| Źródło: FIA |                |             |          |      |

### Prowadzenie w sprincie
| Nr                              | Kierowca       | Konstruktor | Okrążenia | Suma |
| ------------------------------- | -------------- | ----------- | --------- | ---- |
| 44                              | Lewis Hamilton | Ferrari     | 1–19      | 19   |
| \| Wykres \| \| ------ \| \| \| |                |             |           |      |
| Źródło: FIA                     |                |             |           |      |
| Wykres                          |                |             |           |      |
|                                 |                |             |           |      |

### Kwalifikacje
| P                    | Nr | Kierowca              | Konstruktor                  | Czasy w kwalifikacjach | Czasy w kwalifikacjach | Czasy w kwalifikacjach | Poz. s. |
| P                    | Nr | Kierowca              | Konstruktor                  | Q1                     | Q2                     | Q3                     | Poz. s. |
| -------------------- | -- | --------------------- | ---------------------------- | ---------------------- | ---------------------- | ---------------------- | ------- |
| 1                    | 81 | Oscar Piastri         | McLaren-Mercedes             | 1:31,591               | 1:31,200               | 1:30,641               | 1       |
| 2                    | 63 | George Russell        | Mercedes                     | 1:31,295               | 1:31,307               | 1:30,723               | 2       |
| 3                    | 4  | Lando Norris          | McLaren-Mercedes             | 1:30,983               | 1:30,787               | 1:30,793               | 3       |
| 4                    | 1  | Max Verstappen        | Red Bull Racing-Honda RBPT   | 1:31,424               | 1:31,142               | 1:30,817               | 4       |
| 5                    | 44 | Lewis Hamilton        | Ferrari                      | 1:31,690               | 1:31,501               | 1:30,927               | 5       |
| 6                    | 16 | Charles Leclerc       | Ferrari                      | 1:31,579               | 1:31,450               | 1:31,021               | 6       |
| 7                    | 6  | Isack Hadjar          | Racing Bulls-Honda RBPT      | 1:31,162               | 1:31,253               | 1:31,079               | 7       |
| 8                    | 12 | Andrea Kimi Antonelli | Mercedes                     | 1:31,676               | 1:31,590               | 1:31,103               | 8       |
| 9                    | 22 | Yūki Tsunoda          | Racing Bulls-Honda RBPT      | 1:31,238               | 1:31,260               | 1:31,638               | 9       |
| 10                   | 23 | Alexander Albon       | Williams-Mercedes            | 1:31,503               | 1:31,595               | 1:31,706               | 10      |
| 11                   | 31 | Esteban Ocon          | Haas-Ferrari                 | 1:31,876               | 1:31,625               |                        | 11      |
| 12                   | 27 | Nico Hülkenberg       | Kick Sauber-Ferrari          | 1:31,921               | 1:31,632               |                        | 12      |
| 13                   | 14 | Fernando Alonso       | Aston Martin Aramco-Mercedes | 1:31,719               | 1:31,688               |                        | 13      |
| 14                   | 18 | Lance Stroll          | Aston Martin Aramco-Mercedes | 1:31,923               | 1:31,773               |                        | 14      |
| 15                   | 55 | Carlos Sainz Jr.      | Williams-Mercedes            | 1:31,628               | 1:31,840               |                        | 15      |
| 16                   | 10 | Pierre Gasly          | Alpine-Renault               | 1:31,992               |                        |                        | 16      |
| 17                   | 87 | Oliver Bearman        | Haas-Ferrari                 | 1:32,018               |                        |                        | 17      |
| 18                   | 7  | Jack Doohan           | Alpine-Renault               | 1:32,092               |                        |                        | 18      |
| 19                   | 5  | Gabriel Bortoleto     | Kick Sauber-Ferrari          | 1:32,141               |                        |                        | 19      |
| 20                   | 30 | Liam Lawson           | Red Bull Racing-Honda RBPT   | 1:32,174               |                        |                        | PL      |
| 107% czasu: 1:37,351 |    |                       |                              |                        |                        |                        |         |
| Źródło: FIA          |    |                       |                              |                        |                        |                        |         |

### Wyścig
| P           | Nr | Kierowca              | Konstruktor                  | Okr. | Czas                  | Poz. s. | +/−       | Punkty |
| ----------- | -- | --------------------- | ---------------------------- | ---- | --------------------- | ------- | --------- | ------ |
| 1           | 81 | Oscar Piastri         | McLaren-Mercedes             | 56   | 1:30:55,026           | 1       | Bez zmian | 25     |
| 2           | 4  | Lando Norris          | McLaren-Mercedes             | 56   | +9,748                | 3       | 1         | 18     |
| 3           | 63 | George Russell        | Mercedes                     | 56   | +11,097               | 2       | 1         | 15     |
| 4           | 1  | Max Verstappen        | Red Bull Racing-Honda RBPT   | 56   | +16,656               | 4       | Bez zmian | 12     |
| 5           | 31 | Esteban Ocon          | Haas-Ferrari                 | 56   | +49,969               | 11      | 6         | 10     |
| 6           | 12 | Andrea Kimi Antonelli | Mercedes                     | 56   | +53,748               | 8       | 2         | 8      |
| 7           | 23 | Alexander Albon       | Williams-Mercedes            | 56   | +56,321               | 10      | 3         | 6      |
| 8           | 87 | Oliver Bearman        | Haas-Ferrari                 | 56   | +61,303               | 17      | 9         | 4      |
| 9           | 18 | Lance Stroll          | Aston Martin Aramco-Mercedes | 56   | +70,204               | 14      | 5         | 2      |
| 10          | 55 | Carlos Sainz Jr.      | Williams-Mercedes            | 56   | +76,387               | 15      | 5         | 1      |
| 11          | 6  | Isack Hadjar          | Racing Bulls-Honda RBPT      | 56   | +78,875               | 7       | 4         |        |
| 12          | 30 | Liam Lawson           | Red Bull Racing-Honda RBPT   | 56   | +81,147               | PL      | 8         |        |
| 13          | 7  | Jack Doohan           | Alpine-Renault               | 56   | +88,401               | 18      | 5         |        |
| 14          | 5  | Gabriel Bortoleto     | Kick Sauber-Ferrari          | 55   | +1 okrążenie          | 19      | 5         |        |
| 15          | 27 | Nico Hülkenberg       | Kick Sauber-Ferrari          | 55   | +1 okrążenie          | 12      | 3         |        |
| 16          | 22 | Yūki Tsunoda          | Racing Bulls-Honda RBPT      | 55   | +1 okrążenie          | 9       | 7         |        |
| NS          | 14 | Fernando Alonso       | Aston Martin Aramco-Mercedes | 4    | NU (hamulce)          | 13      |           |        |
| DK          | 16 | Charles Leclerc       | Ferrari                      | 56   | DK (zbyt lekki bolid) | 6       |           |        |
| DK          | 44 | Lewis Hamilton        | Ferrari                      | 56   | DK (deska)            | 5       |           |        |
| DK          | 10 | Pierre Gasly          | Alpine-Renault               | 56   | DK (zbyt lekki bolid) | 16      |           |        |
| Źródło: FIA |    |                       |                              |      |                       |         |           |        |

### Najszybsze okrążenie
| Nr          | Kierowca     | Konstruktor      | Czas     | Okr. |
| ----------- | ------------ | ---------------- | -------- | ---- |
| 4           | Lando Norris | McLaren-Mercedes | 1:35,454 | 53   |
| Źródło: FIA |              |                  |          |      |

### Prowadzenie w wyścigu
| Nr                              | Kierowca        | Konstruktor       | Okrążenia   | Suma |
| ------------------------------- | --------------- | ----------------- | ----------- | ---- |
| 81                              | Oscar Piastri   | McLaren-Mercedes  | 1–13, 17–56 | 53   |
| 4                               | Lando Norris    | McLaren-Mercedes  | 14–15       | 2    |
| 23                              | Alexander Albon | Williams-Mercedes | 16          | 1    |
| \| Wykres \| \| ------ \| \| \| |                 |                   |             |      |
| Źródło: FIA                     |                 |                   |             |      |
| Wykres                          |                 |                   |             |      |
|                                 |                 |                   |             |      |

## Klasyfikacja po wyścigu

### Kierowcy
| P                 | +/–       | Kierowca              | Zgł. | Punkty | P1 | P2 | P3 | PP | NO | NS | NU | NW | DK |
| ----------------- | --------- | --------------------- | ---- | ------ | -- | -- | -- | -- | -- | -- | -- | -- | -- |
| 1                 | Bez zmian | Lando Norris          | 2    | 44     | 1  | 1  | –  | 1  | 2  | –  | –  | –  | –  |
| 2                 | Bez zmian | Max Verstappen        | 2    | 36     | –  | 1  | –  | –  | –  | –  | –  | –  | –  |
| 3                 | Bez zmian | George Russell        | 2    | 35     | –  | –  | 2  | –  | –  | –  | –  | –  | –  |
| 4                 | 5         | Oscar Piastri         | 2    | 34     | 1  | –  | –  | 1  | –  | –  | –  | –  | –  |
| 5                 | 1         | Andrea Kimi Antonelli | 2    | 22     | –  | –  | –  | –  | –  | –  | –  | –  | –  |
| 6                 | 1         | Alexander Albon       | 2    | 16     | –  | –  | –  | –  | –  | –  | –  | –  | –  |
| 7                 | 6         | Esteban Ocon          | 2    | 10     | –  | –  | –  | –  | –  | –  | –  | –  | –  |
| 8                 | 2         | Lance Stroll          | 2    | 10     | –  | –  | –  | –  | –  | –  | –  | –  | –  |
| 9                 | 1         | Lewis Hamilton        | 2    | 9      | –  | –  | –  | –  | –  | 1  | –  | –  | 1  |
| 10                | 2         | Charles Leclerc       | 2    | 8      | –  | –  | –  | –  | –  | 1  | –  | –  | 1  |
| 11                | 4         | Nico Hülkenberg       | 2    | 6      | –  | –  | –  | –  | –  | –  | –  | –  | –  |
| 12                | 2         | Oliver Bearman        | 2    | 4      | –  | –  | –  | –  | –  | –  | –  | –  | –  |
| 13                | 1         | Yūki Tsunoda          | 2    | 3      | –  | –  | –  | –  | –  | –  | –  | –  | –  |
| 14                | N         | Carlos Sainz Jr.      | 2    | 1      | –  | –  | –  | –  | –  | 1  | 1  | –  | –  |
| 15                | N         | Isack Hadjar          | 2    | 0      | –  | –  | –  | –  | –  | 1  | –  | 1  | –  |
| 16                | 5         | Pierre Gasly          | 2    | 0      | –  | –  | –  | –  | –  | 1  | –  | –  | 1  |
| 17                | N         | Liam Lawson           | 2    | 0      | –  | –  | –  | –  | –  | 1  | 1  | –  | –  |
| 18                | N         | Jack Doohan           | 2    | 0      | –  | –  | –  | –  | –  | 1  | 1  | –  | –  |
| 19                | N         | Gabriel Bortoleto     | 2    | 0      | –  | –  | –  | –  | –  | 1  | 1  | –  | –  |
| Niesklasyfikowani |           |                       |      |        |    |    |    |    |    |    |    |    |    |
| –                 | –         | Fernando Alonso       | 2    | 0      | –  | –  | –  | –  | –  | 2  | 2  | –  | –  |
| Źródło: FIA       |           |                       |      |        |    |    |    |    |    |    |    |    |    |

### Konstruktorzy
| P           | +/–       | Konstruktor                  | Zgł. | Punkty | P1 | P2 | P3 | PP | NO | NS | NU | NW | DK |
| ----------- | --------- | ---------------------------- | ---- | ------ | -- | -- | -- | -- | -- | -- | -- | -- | -- |
| 1           | Bez zmian | McLaren-Mercedes             | 4    | 78     | 2  | 1  | –  | 2  | 2  | –  | –  | –  | –  |
| 2           | Bez zmian | Mercedes                     | 4    | 57     | –  | –  | 2  | –  | –  | –  | –  | –  | –  |
| 3           | Bez zmian | Red Bull Racing-Honda RBPT   | 4    | 36     | –  | 1  | –  | –  | –  | 1  | 1  | –  | –  |
| 4           | Bez zmian | Williams-Mercedes            | 4    | 17     | –  | –  | –  | –  | –  | 1  | 1  | –  | –  |
| 5           | 2         | Ferrari                      | 4    | 17     | –  | –  | –  | –  | –  | 2  | –  | –  | 2  |
| 6           | 4         | Haas-Ferrari                 | 4    | 14     | –  | –  | –  | –  | –  | –  | –  | –  | –  |
| 7           | 2         | Aston Martin Aramco-Mercedes | 4    | 10     | –  | –  | –  | –  | –  | 2  | 2  | –  | –  |
| 8           | 2         | Kick Sauber-Ferrari          | 4    | 6      | –  | –  | –  | –  | –  | 1  | 1  | –  | –  |
| 9           | Bez zmian | Racing Bulls-Honda RBPT      | 4    | 3      | –  | –  | –  | –  | –  | 1  | –  | 1  | –  |
| 10          | 2         | Alpine-Renault               | 4    | 0      | –  | –  | –  | –  | –  | 2  | 1  | –  | 1  |
| Źródło: FIA |           |                              |      |        |    |    |    |    |    |    |    |    |    |